# PRIDE Bushido 12
PRIDE Bushido 12 fue un evento de artes marciales mixtas producido por PRIDE Fighting Championships, celebrado el 27 de agosto de 2006 en el Nagoya Rainbow Hall de Nagoya.